# Naranjito (Honduras)
Naranjito is een gemeente (gemeentecode 1614) in het departement Santa Bárbara in Honduras.
De katholieke kerk van het dorp is bijna 200 jaar oud, en staat aan het centrale plein.
De gemeente ligt in de bergketen Cerro Azul. Door de gemeente stroomt de Jicatuyo. Verder bevindt zich er een warmwaterbron. Er wordt voornamelijk koffie geteeld. In mindere mate produceert men maïs, bonen en zuivelproducten.

## Bevolking
De bevolking is als volgt verdeeld:
| Vrouwen | 6234 | 50,1% |
| Mannen  | 6213 | 49,9% |

## Dorpen
De gemeente bestaat uit twaalf dorpen (aldea), waarvan het grootste qua inwoneraantal: Naranjito (code 161401).